# Știoborăni, Vaslui
Știoborăni este un sat în comuna Solești din județul Vaslui, Moldova, România. A fost comună separată până la reorganizarea administrativă din 1968. În cuprinsul satului a fost ridicată o mănăstire de călugări în sec. XVIII, azi dispărută; documentele ce se referă la proprietățile acestei mănăstiri au fost luate după secularizare de călugării greci și duse la Muntele Athos. Biserica de lemn din sat este declarată azi monument istoric. Un drum asfaltat în 2004 leagă satul, relativ izolat între dealurile Podișului Central Moldovenesc, de satul Valea Siliștei și de DN 24 (Vaslui-Iași).
In anul 1726 Ctitorul Grigoras Mardare a construit biserica de lemn azi monument istoric. Biserica a fost stramutata in anul 1943 din cauza unor alunecari de teren , a fost stramutata pe locul actual intre ani 1943-1945 si este cea mai intretinuta biserica de lemn din Vaslui.